# 한국의 집

서울 필동에 위치한 한국의 집.

한국의 집(韓國之家, Korea House)은 서울특별시 중구에 위치한 전통문화 종합체험공간 겸 음식점이며, 한국문화재재단이 연중무휴로 운영하고 있다. 본래 한국의 집이 위치한 곳은 조선시대 집현전의 학자였던 박팽년 사저가 있던 곳으로 대한민국의 국가무형문화재인 대목장 신응수가 경복궁의 자경전을 본떠서 1980년 건축하였고, 1981년에 정식 개장하였다.